# Dolní Babický rybník
Dolní Babický rybník je jeden ze soustavy tří Babických rybníků nacházejících se v obci Babice na potoce Výmola. Nachází se jižně od intravilánu obce v lesním údolí. Má obdélný charakter s hrází, která se nachází na severozápadě. Na rybníce se nachází malý ostrov. Je napájen potokem Výmolou z jihu a též nepravidelným přítokem tekoucím z východu. Voda odtéká hrází na sever. Na hrázi a v okolí rybníka jsou cesty. Vznikl po roce 1950.